# Коктау (Костанайская область)
Коктау (каз. Көктау) — село в Костанайской области Казахстана. Находится в подчинении городской администрации Аркалыка. Административный центр и единственный населённый пункт Коктауского сельского округа. Код КАТО — 391649100.

## Население
В 1999 году население села составляло 559 человек (288 мужчин и 271 женщина). По данным переписи 2009 года в селе проживали 272 человека (136 мужчин и 136 женщин).